# Elgi
L'Elgi (russe : Эльги) est une rivière de Russie en Sibérie, dans la république de Sakha, affluent de la rive gauche du fleuve l'Indiguirka.

## Présentation
Elle est formée par la confluence des rivières Degdega et Kao, et est gelée d'octobre à fin mai-début juin. Elle traverse le plateau Elga.
La rivière est gelée dès octobre, libre de glaces à la fin mai, début juin.